# 蘭博基尼Aventador
兰博基尼Aventador是一款中置发动机, 雙座超級跑車，由兰博基尼于2011年至2022年生产和销售。Aventador是以一头著名的西班牙斗牛命名，该斗牛于1993年在阿拉贡的萨拉戈萨斗牛场参战。Aventador作为Murciélago的继任者，在意大利圣阿加塔-博洛涅塞制造。
首次公開亮相於2011年2月28日的日內瓦車展。
自2011年起，Aventador將取代兰博基尼Murciélago成為新的旗艦跑車。Aventador的建議零售價為379,700美元。
Aventador的產量將被限制在4000輛，而曾經的兰博基尼Murciélago則總共生產了4099輛。兰博基尼官方聲稱Aventador比現在市面在售的兰博基尼跑車都要領先至少兩代，其使用了一級方程式賽車式的懸掛底盤，以及碳纖維材質的頂棚， 全車外觀的線條設計更是大量借鑒了限量版的兰博基尼雷文頓以及兰博基尼第六元素概念車。

## 技術參數

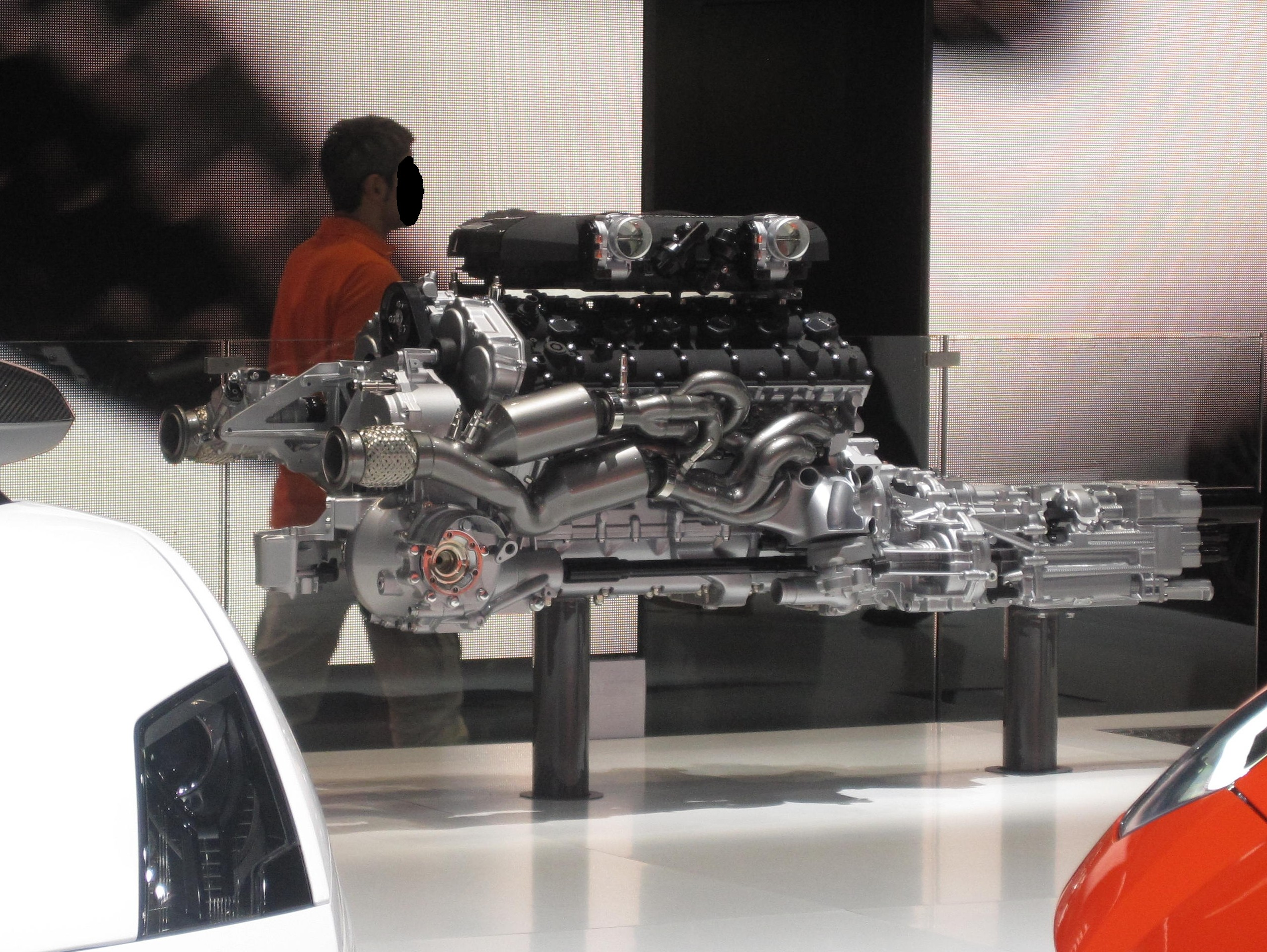
兰博基尼L539 60°夾角V型12缸自然進氣引擎

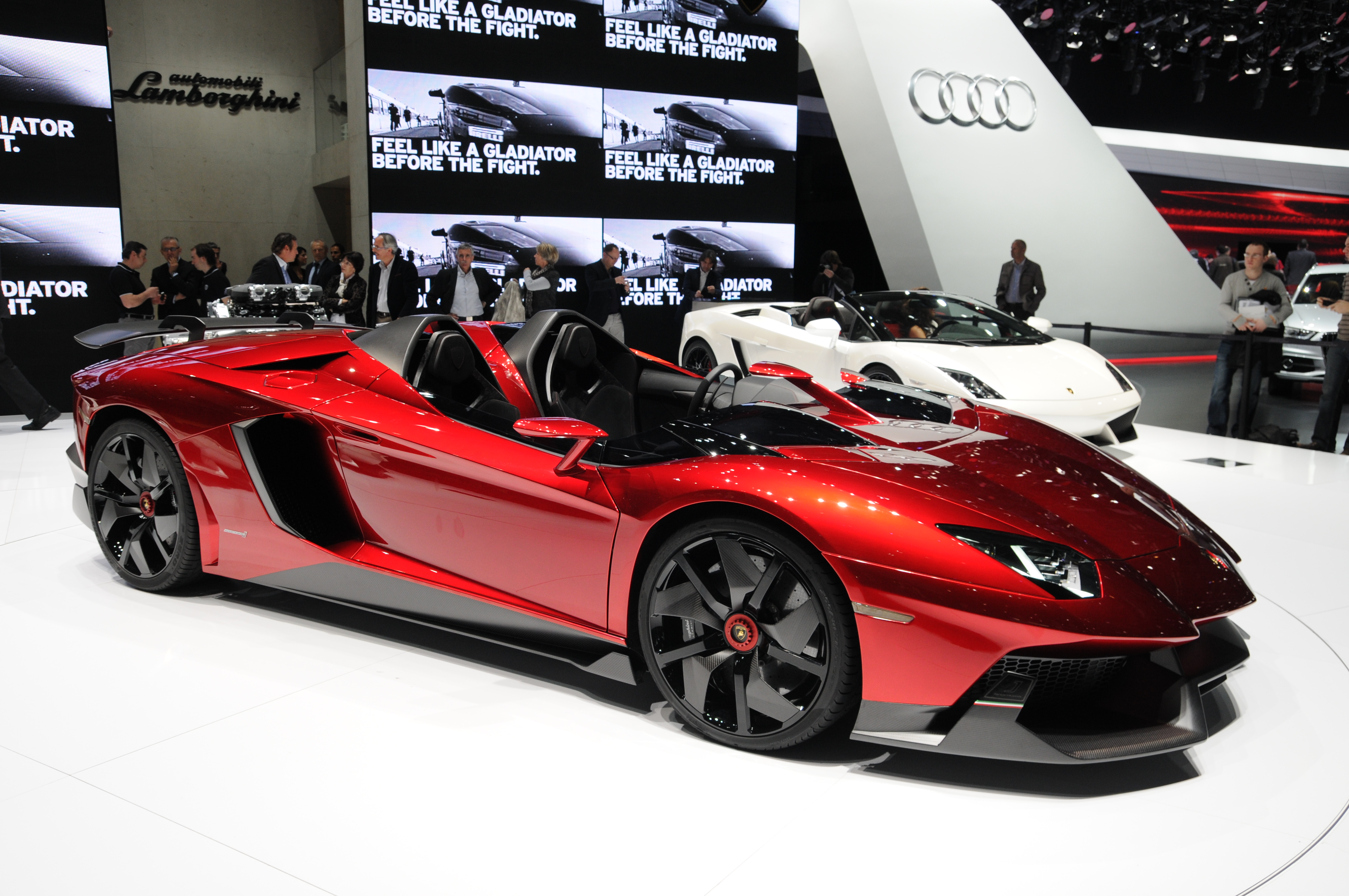
蘭博基尼Aventador J

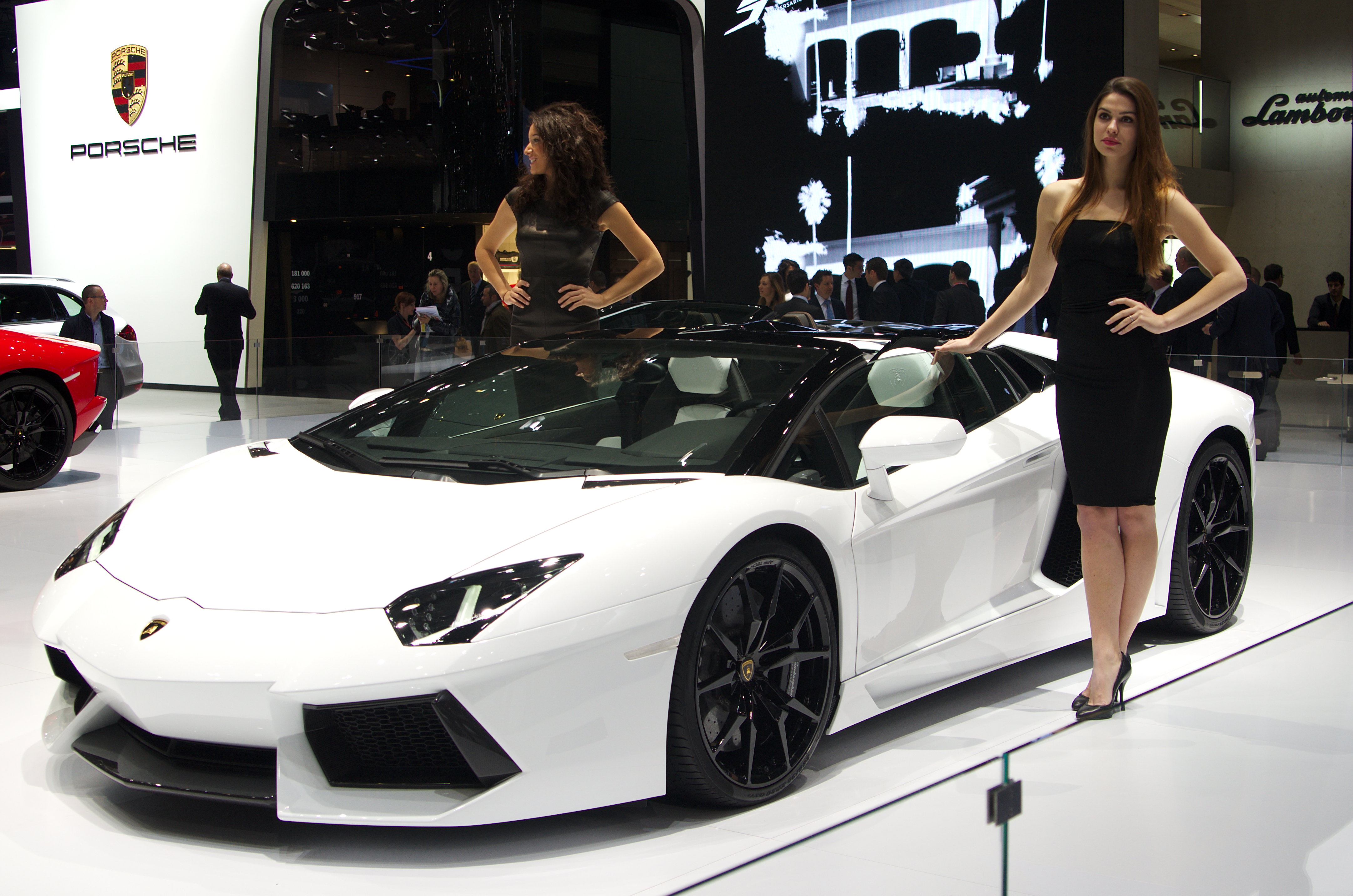
蘭博基尼Aventador Roadster

Aventador搭載一具兰博基尼開發的L539 60°夾角V型12缸自然進氣引擎，引擎的峰值馬力可達700匹馬力。
| 排氣量                | 6.5 公升              |
| 峰值馬力              | 700 匹 @ 8,250 轉     |
| 峰值扭矩              | 690 牛頓米 @ 5,500 轉 |
| CO2 排放              | 398 克/千米           |
| 綜合油耗表現          | 百公里17.2 公升       |
| 0-100公里時速加速時間 | 2.9 秒                |
| 最高巡航時速          | 350 公里/時           |
| 變速箱換擋間隔時間    | 50 毫秒               |